# Velero Mimosa
El Velero Mimosa fue un barco en el que viajaron desde Liverpool, Reino Unido en 1865 un grupo de 153 colonos galeses (56 adultos casados, 33 solteros o viudos, 12 mujeres solteras, y 52 niños) a la Patagonia Argentina, en donde hasta entonces no había asentamientos de poblaciones europeas permanentes. El desembarco se produjo en el golfo Nuevo (en la zona de Puerto Madryn) y debido a la falta de agua, la colonia se fundó 50 kilómetros al sur, junto al Valle inferior del río Chubut dando origen a los primeros poblados de la provincia, Rawson y Gaiman.
La conversión del Mimosa para transporte de pasajeros costó £2.500. El precio del viaje desde Liverpool a la Patagonia fue de £12 por cada adulto y £6 por cada niño, aunque se tuvo en cuenta la capacidad de pago de cada pasajero.

## El viaje

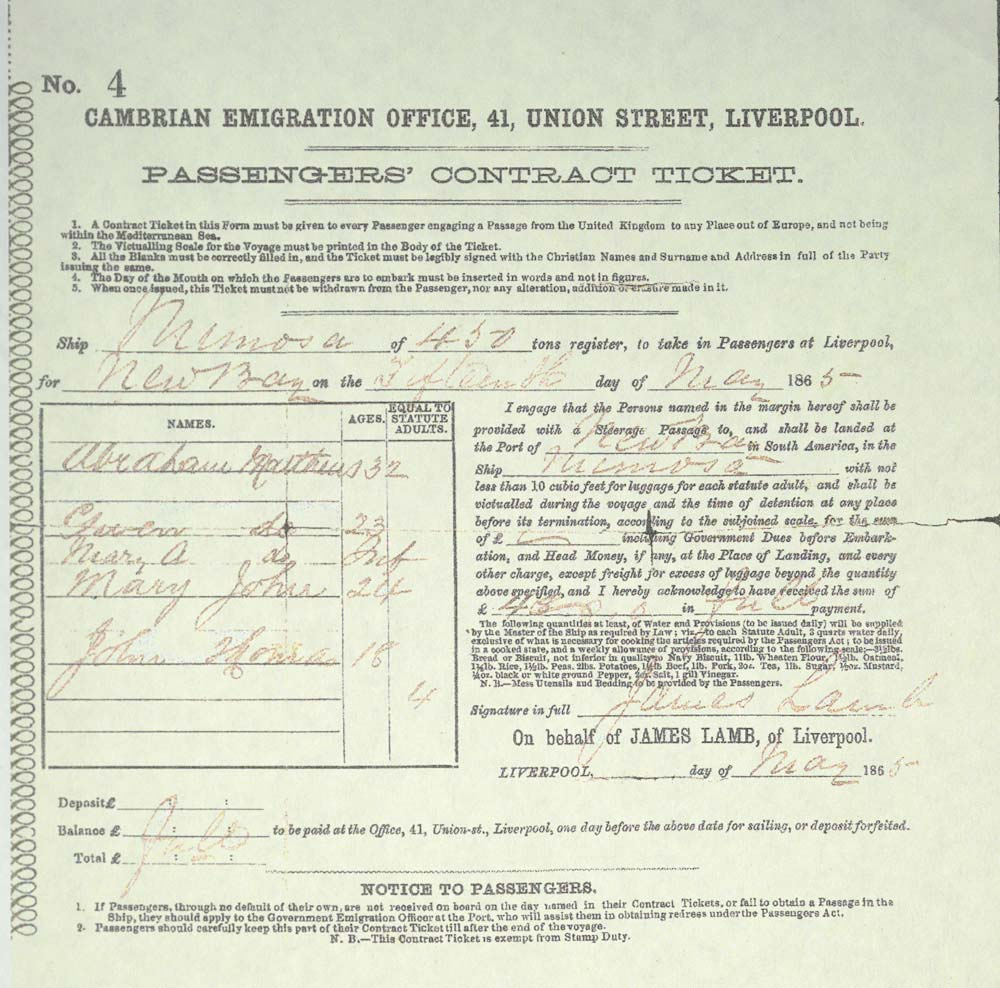
Pasaje de Abraham Matthews.

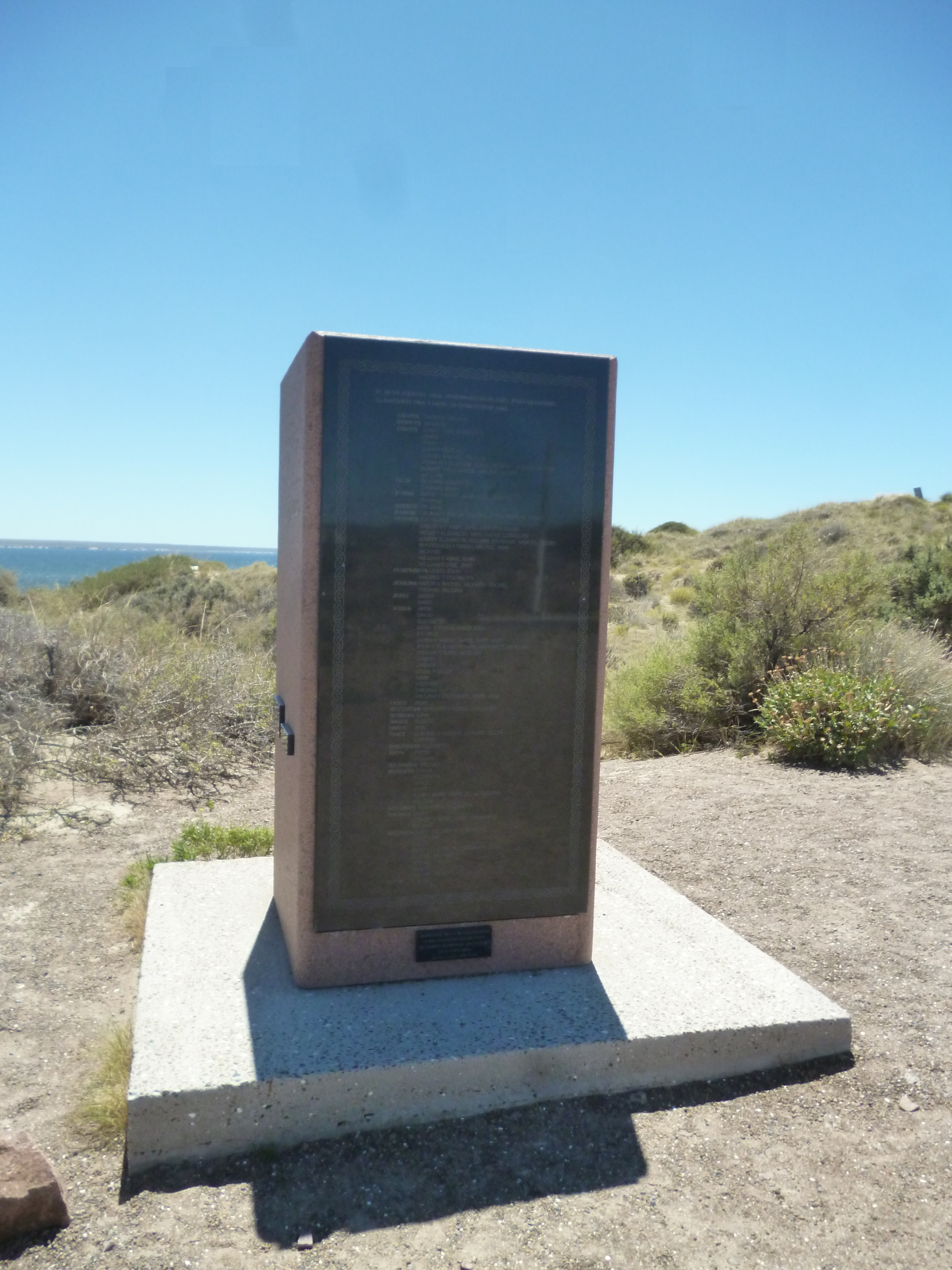
Monumento del desembarco en Punta Cuevas. La placa contiene los nombres de los 153 colonos.

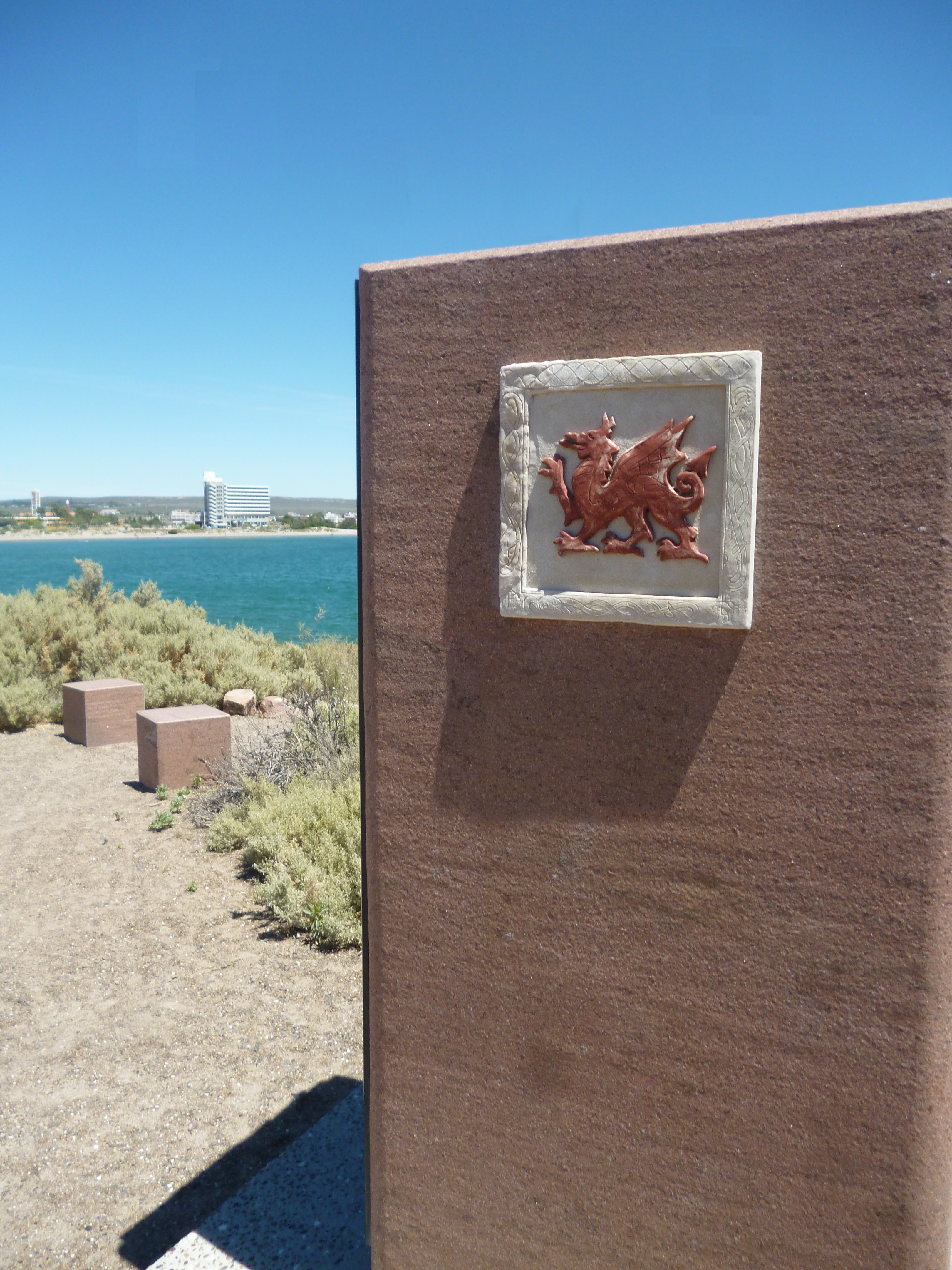
Dragón galés del monumento.

El velero zarpó de Liverpool el 25 de mayo de 1865. En el viajaban mujeres, niños y hombres de todas los oficios (sastre, zapatero, ladrillero, herrero, carpintero, almecenero, farmacéutico, médico, impresor, maestro, predicador, agricultor, minero, obrero, etc.).
Algunos de los pasajeros llevaban ya cerca de un mes en Liverpool, ya que el plan original había sido zarpar a bordo del "Halton Castle" el 25 de abril pero, llegada la fecha, el barco aún no había vuelto de un viaje anterior y no podría zarpar hacia la Patagonia. Al conocer la noticia, muchos pasajeros desecharon la idea. Aquellos que decidieron esperar, no podían permitirse la estancia en Liverpool, por lo que tuvieron que pedir dinero a Michael D. Jones y a su esposa, Anne, para poder pagar la comida y el alojamiento. Durante este tiempo, la Comisión de Emigración consiguió fletar el "Mimosa", un pequeño velero que solía transportar té.
El 24 de mayo de 1865, los pasajeros recibieron permiso para embarcar. Muchos de ellos provenían de las zonas industriales de Mountain Ash y Aberdare, mientras que sólo una pequeña parte era de origen campesino. Además de mineros y canteros, en el primer grupo también había un maestro de escuela, predicadores, un constructor y un médico. Antes de partir, decidieron elegir un Consejo, "Cyngor y Wladychfa", formado por doce miembros, un presidente, un tesorero, un secretario y un auditor, que serían los responsables del gobierno de la nueva comunidad.
El 25 de mayo, el capitán del "Mimosa", George Pepperrell, un joven de 25 años, anunció que estaba listo para levar el ancla. Cientos de personas, entre los que se encontraba el reverendo Michael D. Jones y su mujer Anne, se congregaron en los muelles para despedir a los pasajeros. Se izó la bandera galesa y los pasajeros cantaron un himno compuesto para la ocasión con la música del "Dios salve a la reina". Tras zarpar, el "Mimosa" se vio obligado a permanecer en el río Mersey varado durante tres días, a la espera de vientos favorables. Por fin, a las cuatro de la tarde del 28 de mayo, volvieron a levar anclas y el "Mimosa " comenzó su largo viaje hacia la Patagonia.
EL inicio de la travesía estuvo plagado de incidentes: poco después de abandonar el río Mersey, el barco se vio golpeado por fuertes vientos y enormes olas. El tiempo se mantuvo relativamente en calma mientras atravesaron el océano Atlántico y hasta que alcanzaron las costas de Brasil, donde el barco se topó con otra tormenta. Además del mal tiempo, los pasajeros tuvieron que aprender a convivir con la monotonía de la vida a bordo, así como con la escasa calidad de la comida y el alojamiento. En una ocasión, el capitán ordenó que todas las mujeres se lavaran el pelo y se afeitasen la cabeza, lo que motivó un importante conflicto. Poco se sabe sobre las condiciones del barco, pero varios pasajeros cayeron enfermos y cuatro niños murieron antes de llegar a la Patagonia.
Así como hubo malos momentos, en el "Mimosa" también hubo ocasión de celebrar otros buenos, como el nacimiento de dos bebés: Mary y John Jones, de Mountain Ash, tuvieron un hijo, John, el 11 de junio; Aaron y Rachel Jenkins, también de Mountain Ash, tuvieron una hija, Rachel, el 15 de junio, apenas dos días después de la muerte de James, su hijo de dos años. Incluso se celebró la boda de William y Anne Lewis de Abergynolwyn en una ceremonia oficiada por el reverendo Lewis Humphreys. También se realizaron juegos y actividades lúdicas a bordo, al tiempo que los pasajeros se juntaban para contar historias y cantar. Cuando el barco cruzó el Ecuador, el 28 de junio, muchos pasajeros disfrutaron viendo cómo los miembros de la tripulación celebraron este hito.
John Seth Jones escribió en su diario unas notas sobre este acontecimiento: 

"Anoche ocurrió la siguiente: dos marineros se pusieron barbas postizas, hechas de jirones de cuerda; hubo fuegos artificiales; los marineros se tiraban cubos de agua, etc. Tiraron agua a casi todos los pasajeros, excepto a las mujeres y niños. A mi me cayeron tres calderos de agua en la cabeza y me salpicaron varias veces. Me bajé antes de acabar, todo esto ocurrió antes de las nueve. Me fui a dormir al amanecer y dormí toda la mañana. Después de echarse agua unos a otros, tiraron cohetes al aire e hicieron parodias. Luego, los viajeros más respetables se fueron a tomar un trago con el capitán en su camarote y se dice que muchos de ellos acabaron bastante bebidos, aunque no daré nombres."
[Traducido del Galés]

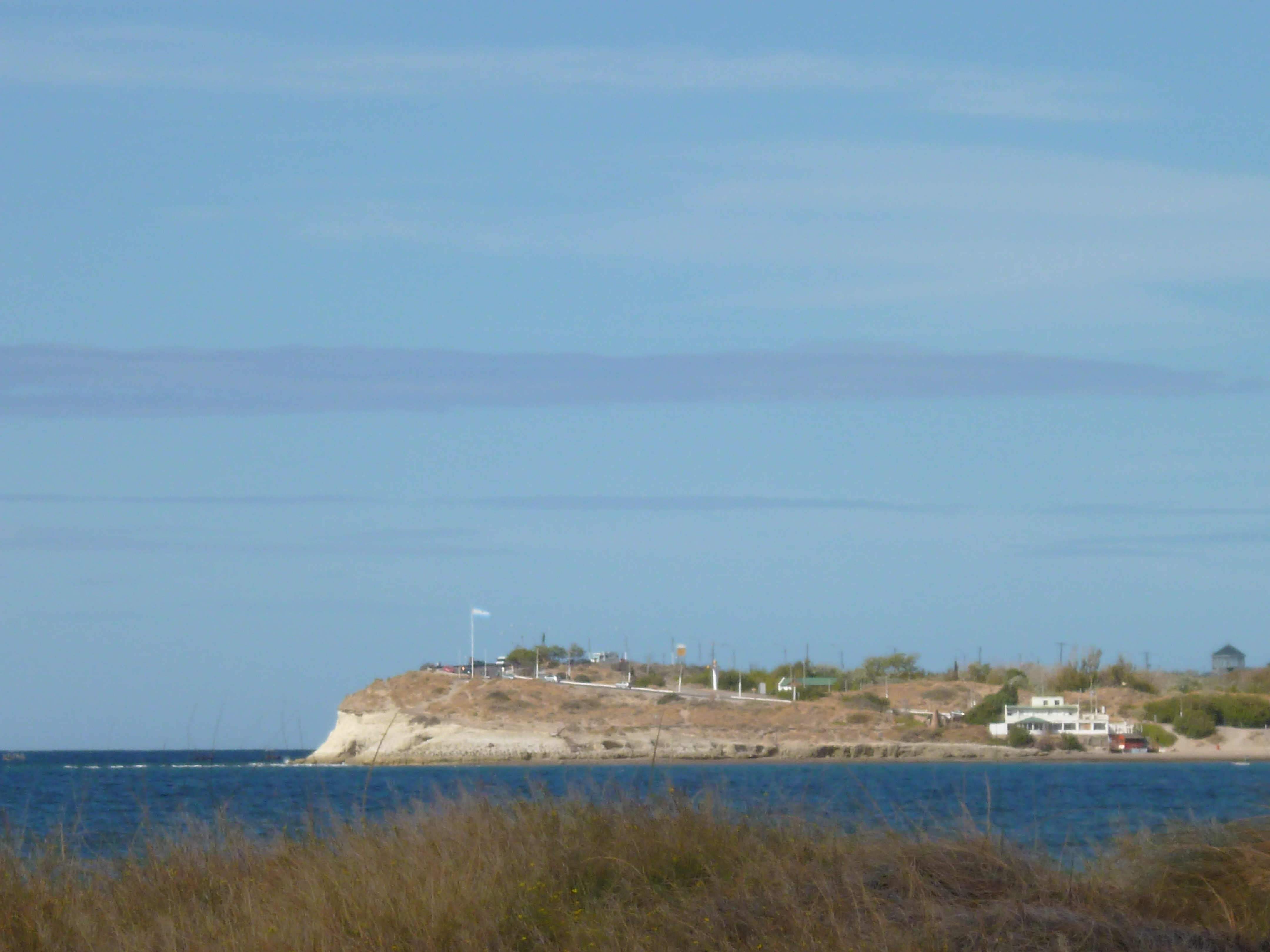
Punta Cuevas, donde llegó el Mimosa el 28 de julio.

El 26 de julio, después de casi dos meses en el mar, un miembro de la tripulación anunció que había tierra a la vista. El barco arribó a New Bay (Golfo Nuevo) aquella noche y por la mañana, los pasajeros subieron a cubierta para echar un vistazo a tierra. Al día siguiente, se avistó otro barco en las cercanías, el "Juno", y el capitán y Watkin P. Williams cogieron un pequeño bote para acercarse. No tardaron en regresar al "Mimosa" con Lewis Jones a bordo, quien seguidamente fue convocado para dirigirse a los pasajeros, que se mostraban felices. A continuación, Jones regresó a su barco y el "Mimosa" siguió su rumbo antes de echar el ancla en la bahía. Una pequeña tripulación se acercó a tierra aquella noche, pero el resto de los pasajeros tuvo que esperar un día más antes de poder pisar la Patagonia.
Finalmente, llegó a las costas del Golfo Nuevo, el 28 de julio de 1865. Tal como estaba previsto dos de los delegados estaban esperando la llegada, sobre la playa habían construido algunas chozas, se veían algunos animales, vacas y ovejas que les habían dado para una subsistencia primaria. Pero, al no encontrar una fuente de agua dulce permanente, la colonia se fundó más al sur, en las costas del río chubut, donde luego fundarían varias ciudades.

### Motivo del viaje
Los colonos galeses buscan liberarse de la opresión británica, ya que se les impedían hablar su lengua y practicar sus tradiciones. Los organizadores de la partida obtuvieron del gobierno argentino la concesión de tierras a orillas del río Chubut para que se afinquen allí las familias de colonos, y ellos trajeron la esperanza de poder practicar allí con libertad sus costumbres, sus creencias religiosas y su idioma.

## Otros viajes y reconocimientos
El Mimosa estuvo involucrado en las cuatro actividades comerciales marítimas más importantes del siglo XIX: el comercio de té, de azúcar, de algodón y de aceite de palma. Realizó veintisiete viajes cruzando los océanos a lugares paradisíacos y también a lugares desolados. Formó parte de una aventura a un desconocido lugar del mundo que, a pesar de todos los inconvenientes e increíbles sufrimientos y dificultades, logró, sobrevivir y prosperar. Se han escrito poemas y canciones de alabanza en su honor. Es mencionado en todas las historias relacionadas con la Colonia Galesa en la Patagonia y en 1965, Argentina emitió una estampilla especial en conmemoración del viaje que cambió la historia de dicho país.
Aparece su silueta en el escudo de Trelew y Puerto Madryn y una maqueta de ella en el Museo Pujol de Puerto Madryn.

Escudo de Puerto Madryn

El 1965, Dic Jones ganó el Sillón del Poeta del Eisteddfod del Chubut con su poema "Mintai’r Mimosa", en referencia al velero. Actualmente la ciudad de Trevelin posee un momunmento al velero.
Existe un cuadro original del Mimosa fue encontrado en Australia, tras estar perdido en la década de 1960, y luego trasladado a Gales.

### Monumento en Liverpool
En el marco del sesquicentenario de la colonia galesa, a finales de mayo de 2015 en Liverpool se celebraron los 150 años de la partida del velero Mimosa con una serie de eventos. Entre el 29 y 31 de mayo se llevó a cabo en la ciudad el Festival Mimosa, organizado por la Asociación de Patrimonio de los Galeses del Merseyside. El 28 de mayo se inauguró un monumento recordatorio en el puerto de la ciudad en el extremo oeste del río Mersey conmemorando la partida del Mimosa. El monumento está en galés e inglés, con el texto:

«Esta placa registra la salida de Liverpool del velero Mimosa el 28 de mayo de 1865, con 162 galeses (recordando también a los tres que salieron delante de ellos). Desembarcaron en Puerto Madryn, en la Patagonia, el 28 de julio de 1865 donde establecieron una colonia de habla galesa que sobrevive hasta estos días. Descubierta el 30 de mayo 2015 por la Señora Elan Jones».

El monumento, conformado por un pilar, incluye una imagen tallada del velero y la bandera de la colonia (las franjas celeste y blanca con el dragón galés en el centro).
El monumento fue presentado en una ceremonia donde participó la embajadora argentina en el Reino Unido, Alicia Castro, el primer ministro de Gales, Carwyn Jones, la Archidruida Christine James (representando al Eisteddfod Nacional de Gales), el alcalde de Liverpool, Tony Conception, como así también representantes de organizaciones galesas y argentinas, y chubutenses descendientes de los colonos, que residen en Gales. Además, estuvo presente Elan Jones, bisnieta de Edwin Cynrig Roberts.